# Mrkonje
Mrkonje (en serbe cyrillique : Мркоње) est un village de Serbie situé dans la municipalité de Medveđa, district de Jablanica. Au recensement de 2011, il comptait 42 habitants.

## Démographie
| 1948 | 1953 | 1961 | 1971 | 1981 | 1991 | 2002 | 2011 |
| ---- | ---- | ---- | ---- | ---- | ---- | ---- | ---- |
| 299  | 350  | 368  | 218  | 119  | 59   | 44   | 42   |

|  |